# Колодне (Тернопільський район)

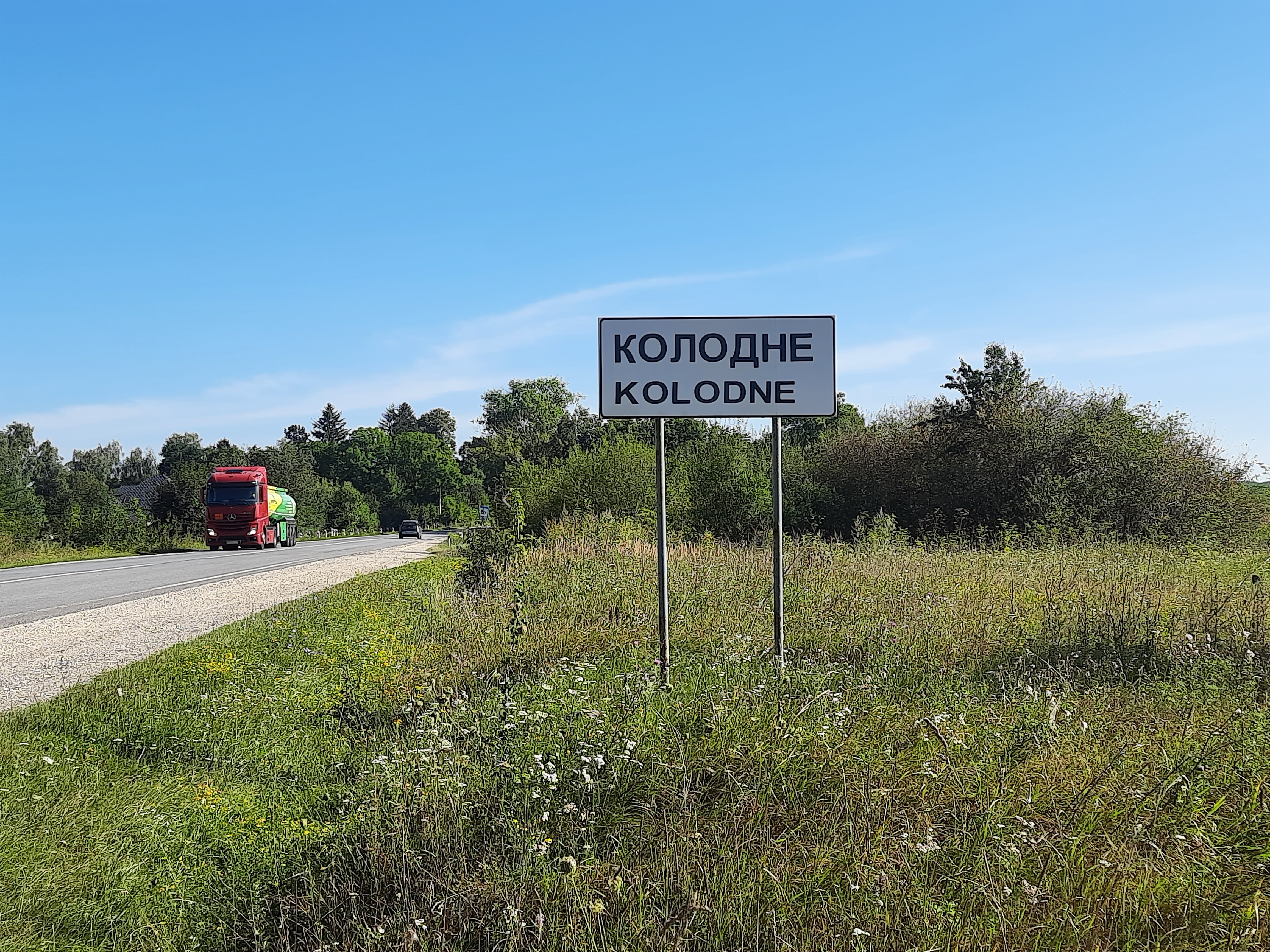
Дорожній знак при в'зді в село

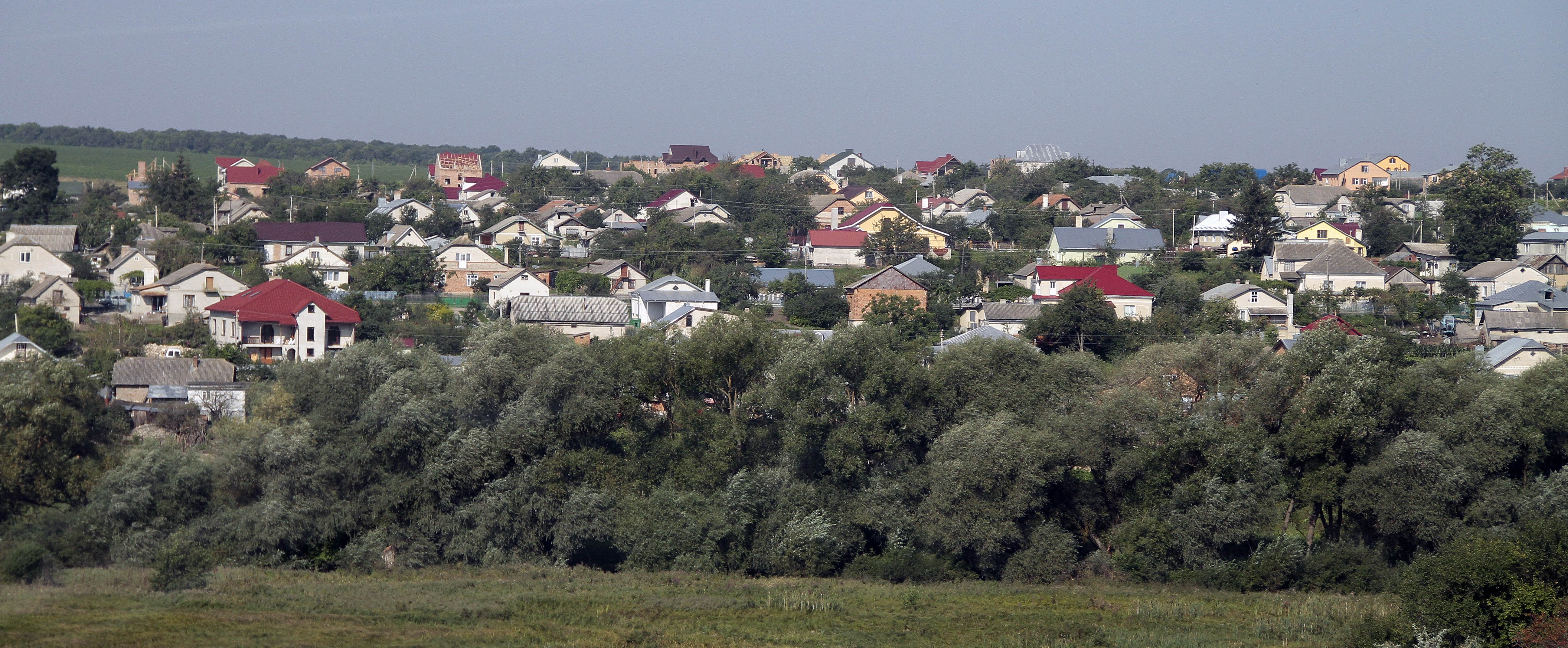
Колодне

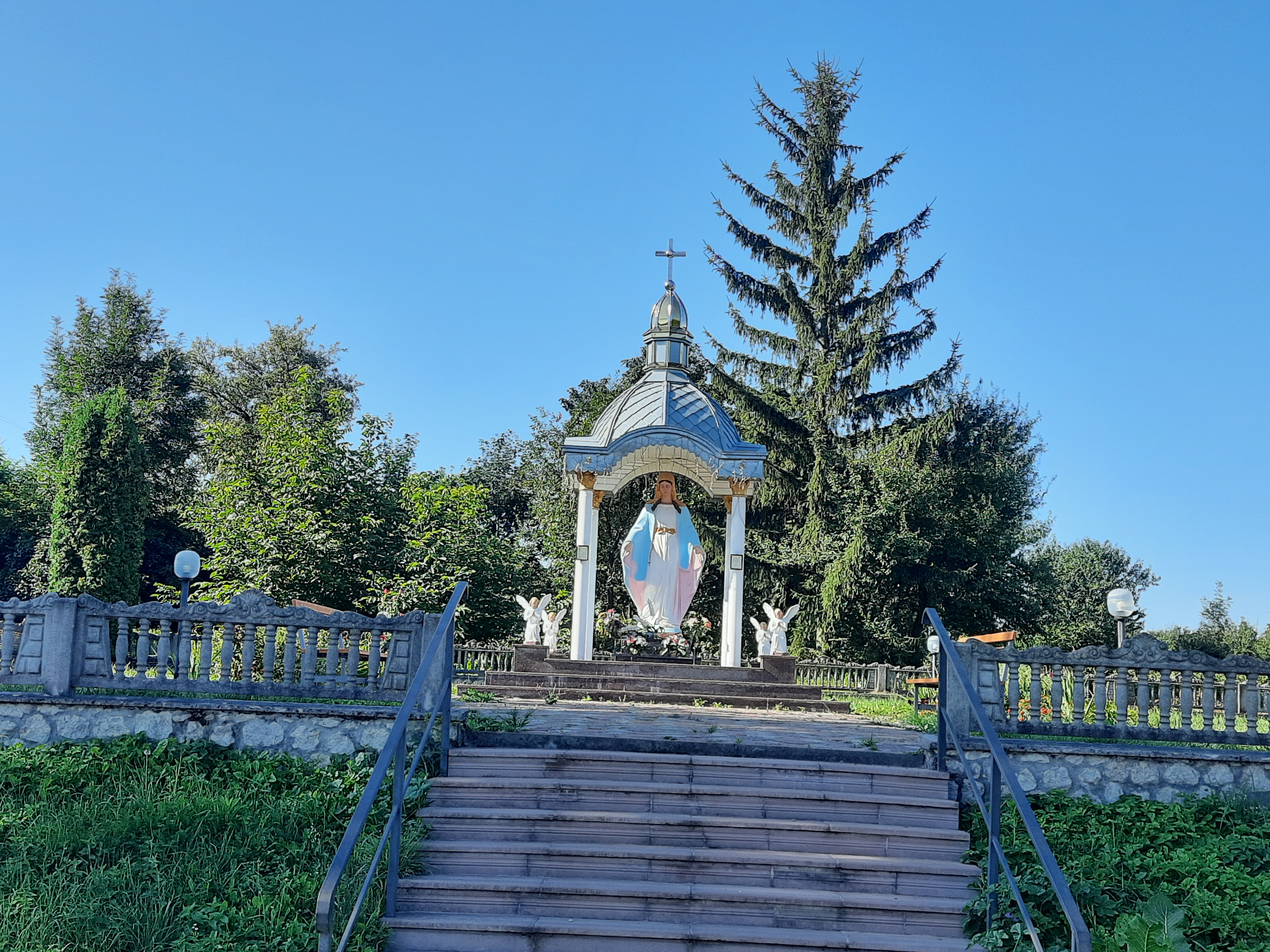
Статуя Божої Матері

Коло́дне — село в Україні, у Збаразькій міській громаді Тернопільського району Тернопільської області. До 2015 орган місцевого самоврядування — Колодненська сільська рада.
До Колодного приєднано хутір Жолоби. Хутір Стадарня було знято з обліку у зв'язку із переселенням жителів. Населення — 1457 осіб.
Від вересня 2015 року — центр Колодненської сільської громади.

## Географія
Розташоване на лівому березі річки Гнізна, за 12 кілометрів на північ від центру громади — міста Збаража. Частина Колодного «Лісовеччина» розташована південніше, за 10 кілометрів від міста, колись було окремим селом.

## Історія
Перша писемна згадка - 9 липня 1463 року. У Луцьку три брати – Василь, Семен і Солтан Васильовичі, «отчині і дідичі Збаразькі» (сини князя Василя Федоровича Несвізького) офіційно поділили батьківські маєтки. У цьому документі перераховано переважно більшість сіл, що відійшли князям.
Зокрема, Семену Васильовичу – містечко Колодно і села Добриводи, Іванчани, Новики, Олишківці, Гніздичне, Шимківці, Глубичок та інші села. Процитований документ зберігається в архіві князів Любартовичів Сангушків у Славуті (Archiwum książąt Lubartowiczow Sanguszkow w Sławucie. T.1 1366-1506. S.53).
Перша писемна згадка про Колодне сягає 1465 року. Згідно з актом про перерозподіл земель між предками князів Збаразьких Семеном, Солтаном і Василем, до князя Семена відійшло місто Колодень, а сам він отримував титул князя Колодненського. У 1518–1545 роках містечком володіли князі Острозькі. У 1545 році власником став краківський каштелян Ян Амор Тарновський — засновник Тернополя, тесть Василя Костянтина Острозького.
У 1589 році на Колодень напали татари, відтоді поселення — село.
Під час Визвольної війни проти польського поневолення під проводом Богдана Хмельницького жителі села брали участь у облозі Збаразького замку.
Від Острозьких Колодне перейшло у власність до Цетнерів, потім — Жевуських, від них у 17 столітті до Свейковських. У 19 столітті селом володів граф Грохольський. У 1894–1895 роках у Колодному була епідемія холери.
Вкінці 19 — на початку 20 століття діяли «Просвіта», «Рідна школа», «Сільський господар» та інші українські національні організації.
За даними 1913 року, у селі Колодне, Заруденської волості, Кременецького повіту, мешкало 2471 жителі. Південніше села, в урочищі Збараж, була Збаразька митна застава. Були: 2-класне сільське училище, фельдшерський пункт, 2 бакалійні крамниці, винна лавка та кредитне товариство.
У 1793—1918 роках південніше села пролягав кордон між Австрійською та Московською імперіями.
1 жовтня 1933 року утворено ґміну Колодне Кременецького повіту і село включено до неї.
В липні 1943 року нваслідок українсько-польского етнічного конфлікту на Волині, в селі зигнуло від 320 до 500 поляків.
21 січня 1944 року поблизу цього села загін УПА розброїв патруль солдат Вермахту.
12 червня 2020 року, відповідно до Розпорядження Кабінету Міністрів України від  № 724-р «Про визначення адміністративних центрів та затвердження територій територіальних громад Тернопільської області», село увійшло до складу Збаразької міської громади.
19 липня 2020 року, в результаті адміністративно-територіальної реформи та ліквідації Збаразького району, село увійшло до складу новоутвореного Тернопільського району.

## Пам'ятки
- Колодненський замок (XVI ст.; втрачений)
- Колодненський палац (XVIII ст.; втрачений)

## Населення

### Мова
Розподіл населення за рідною мовою за даними перепису 2001 року:
| Мова       | Кількість | Відсоток |
| ---------- | --------- | -------- |
| українська | 1409      | 97.51%   |
| російська  | 36        | 2.49%    |
| Усього     | 1445      | 100%     |

## Соціальна сфера
В селі є загольноосвітня сільська школа І-ІІІ ступенів, АЗПСМ (амбулаторія загальної практики сімейної медицини), клуб, бібліотека, відділ зв'язку.

## Промисловість
Працюють підприємства ТзОВ «Весна» та «Лісовиччина», також є підприємство «Захід Агро-сервіс»

## Пам'ятники
1969 споруджено пам'ятник полеглим у німецько-радянській війні воїнам-односельчанам.

## Храми

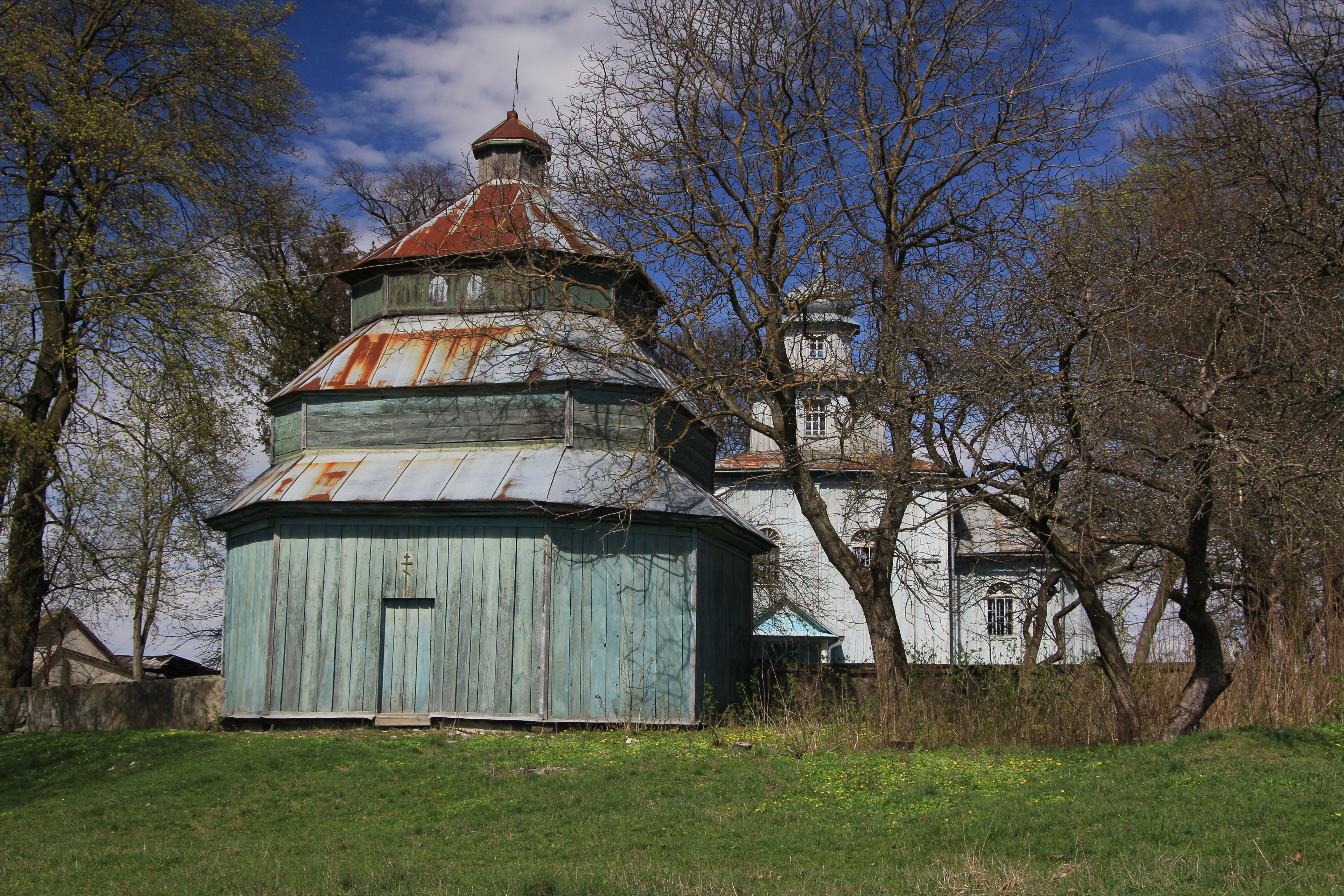
Дерев'яна дзвіниця
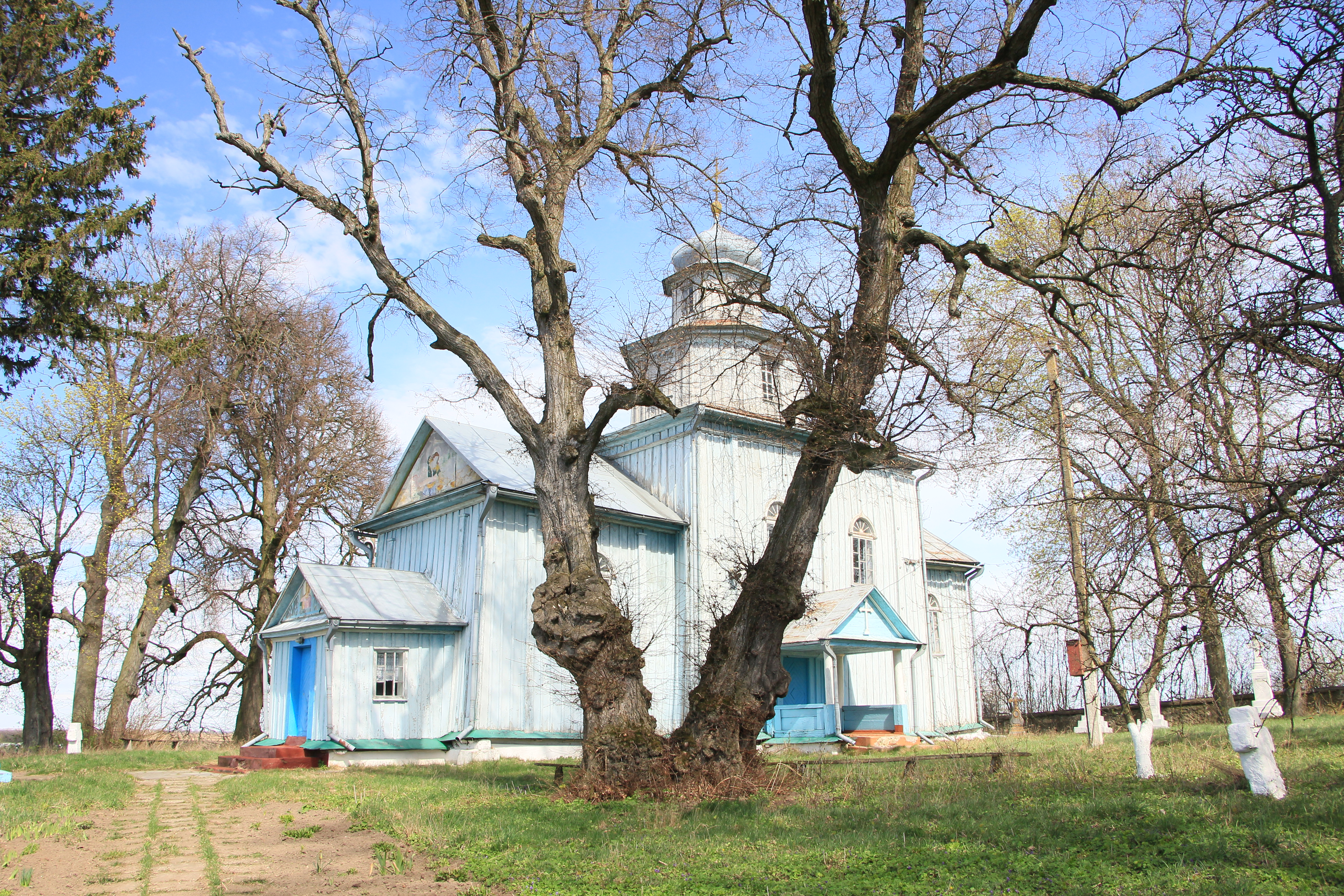
Дерев'яна церква
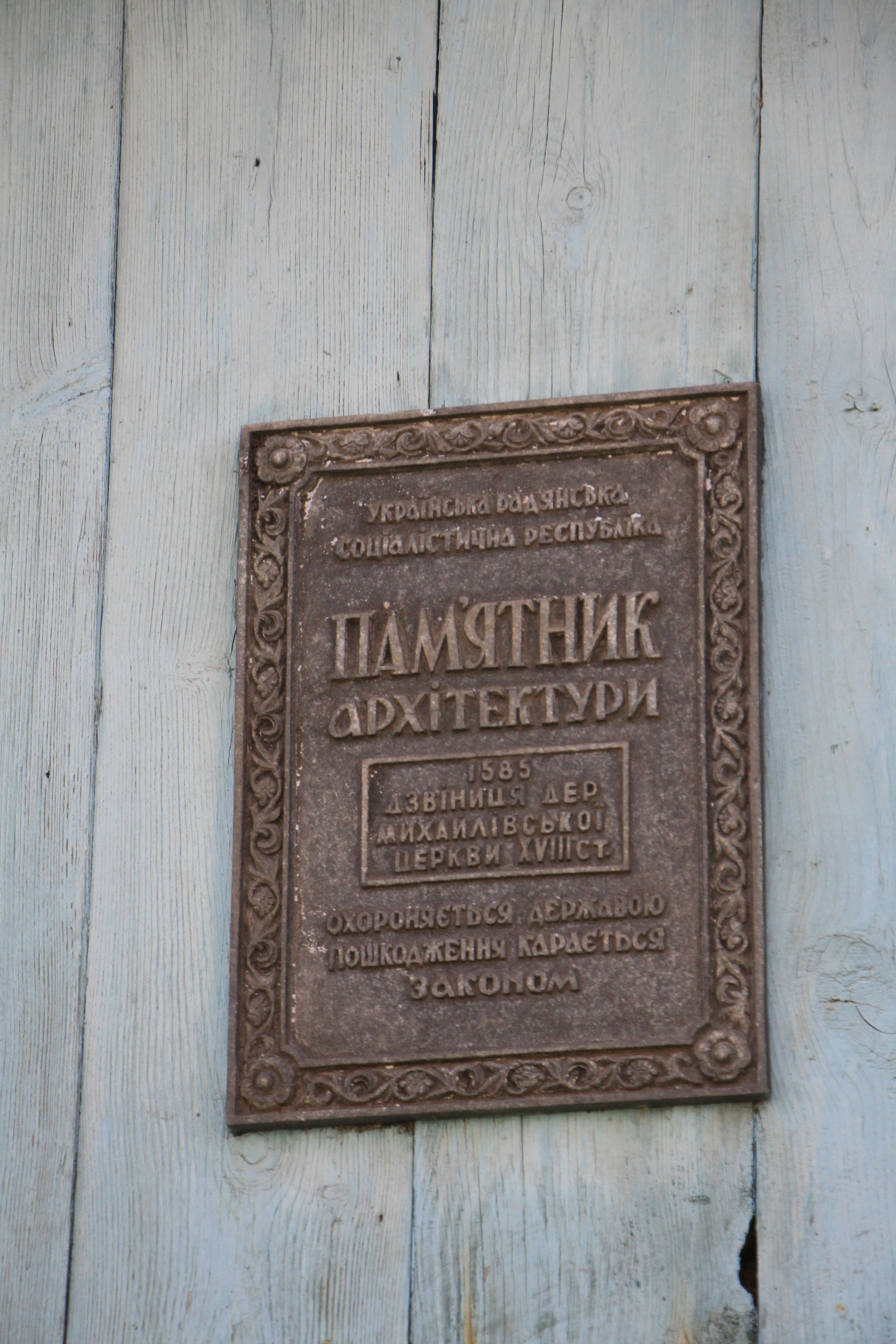
Табличка на дерев'яній дзвіниці
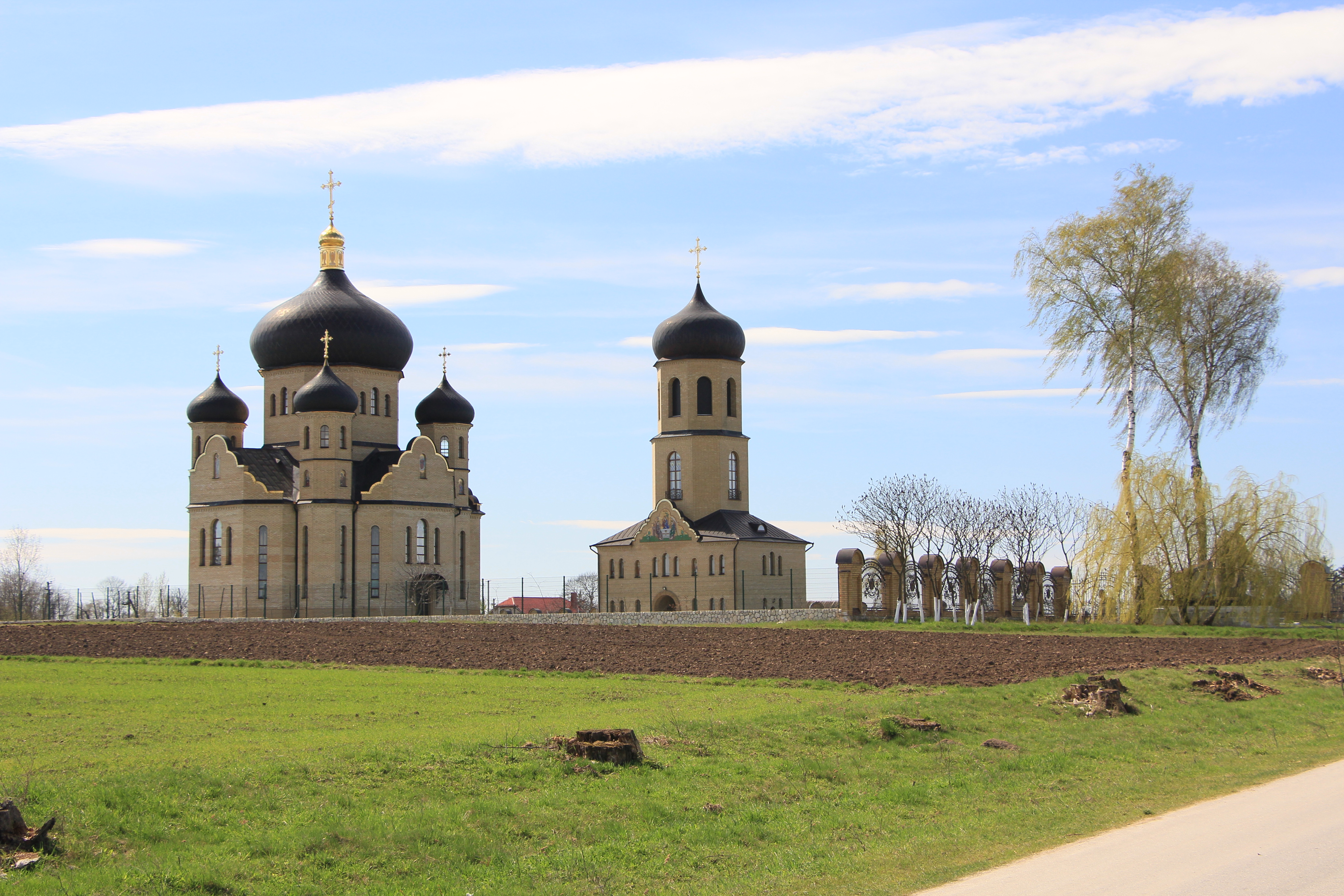
Новий храм
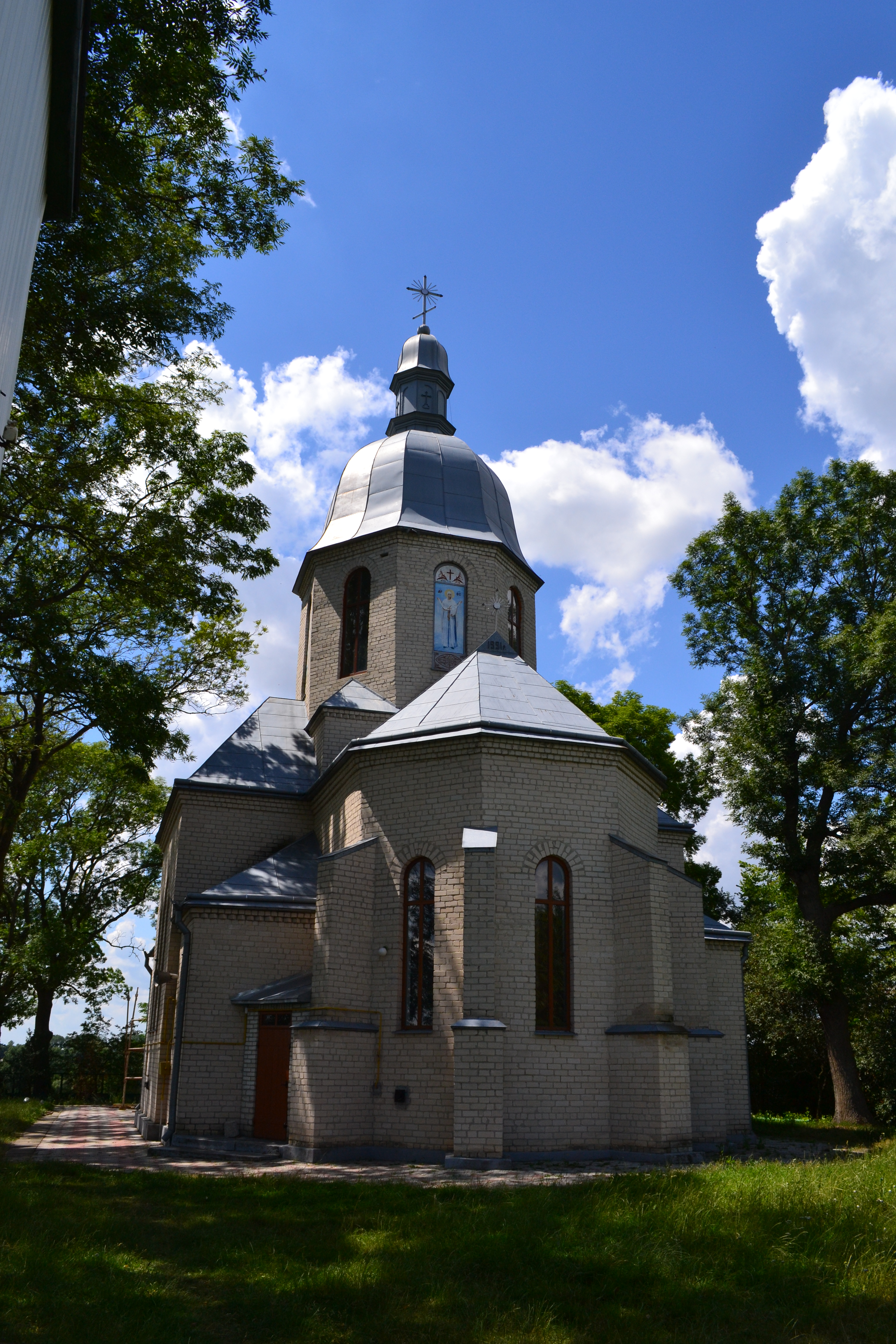
Церква Святого Миколая

Є церкви Святого Михаїла (1575, дерев'яна), реставрована у 1991 році. А також кам'яна Святого Миколая з 18 століття. Є також Дім молитви, споруджений у 1990-х роках.
17 листопада 2013 року відбулося освячення Свято-Михайлівського храму, таїнство зверший постійний член Священного синоду УПЦ КП, митрополит Черкаський та Чигиринський Іоан.

## Відомі люди
У селі народилися:
- Качуровський Михайло (1896—1976) — український лікар і художник.
- Роздольський Василь Ростиславович — солдат Збройних сил України, кавалер ордена «За мужність» III ступеня.

У місцевій школі навчалися:
- Петро Багрій -- спортсмен-гирьовик, майстер спорту міжнародного класу;

- Павло Марчук -- поет, письменник-романіст, автор художніх романів "Благородний НЕГІДНИК", "Зловредний ДОБРОДІЙ", "АРТіСТ(и)" та підручників для студентів університетів України.